# Hieracium cinerelliforme
Hieracium cinerelliforme es una especie de planta con flor del género Hieracium, de la familia Asteraceae, orden Asterales.

## Distribución
Hieracium cinerelliforme se distribuye por Suecia.

## Taxonomía
Fue descrita científicamente por (Dahlst. ex Zahn) Dahlst. Fue publicada en Ark. Bot. 17(2): 6 (1922).